# Список міністрів оборони Індії
У статті подано список міністрів оборони Індії.
Міністр оборони Індії — член індійського уряду, який безпосередньо керує міністерством оборони. Від 2017 року цю посаду обіймає Арун Джетлі.

## Список міністрів оборони Індії від 1947 року
| Ім'я                              | Фото | Термін перебування на посаді |
| --------------------------------- | ---- | ---------------------------- |
| Бальдев Сінґх                     |      | 15 серпня 1947—1952          |
| Кайлаш Нат Катджу                 |      | 1955-1957                    |
| Крішна Менон                      |      | 1957-1962                    |
| Яшвантрао Чаван                   |      | 1962—1966                    |
| Сваран Сінґх                      |      | 1966—1970                    |
| Джагдживан Рам                    |      | 1970—1974                    |
| Сваран Сінґх                      |      | 1974—1975                    |
| Індіра Ганді                      |      | 1975                         |
| Бансі Лал                         |      | 1975-1977                    |
| Джагдживан Рам                    |      | 1977—1978                    |
| Чідамбарам Субраманьям            |      | 1978—1980                    |
| Індіра Ганді                      |      | 1980—1982                    |
| Рамасвамі Венкатараман            |      | 1982—1984                    |
| Шанкаррао Чаван                   |      | 1984                         |
| Памулапарті Венката Нарасімха Рао |      | 1984—1985                    |
| Раджив Ганді                      |      | 1985—1987                    |
| Вішванат Пратап Сінґх             |      | 1987                         |
| Крішна Чандра Пент                |      | 1987—1989                    |
| Вішванат Пратап Сінґх             |      | 1989—1990                    |
| Чандра Шекхар Сінґх               |      | 1990—1991                    |
| Шарад Павар                       |      | 1991—1993                    |
| Памулапарті Венката Нарасімха Рао |      | 1993—1996                    |
| Прамод Магаджан                   |      | 1996                         |
| Сулаям Сінґх Ядав                 |      | 1996—1998                    |
| Джордж Фернандес                  |      | 1998—2000                    |
| Джасвант Сінґх                    |      | 2000—2001                    |
| Джордж Фернандес                  |      | 2001—2004                    |
| Пранаб Кумар Мукерджі             |      | 2004—2006                    |
| Аракапарамбіл Курієн Ентоні       |      | 2006—2014                    |
| Арун Джетлі                       |      | 2014                         |
| Маногар Паррікар                  |      | 2014—2017                    |
| Арун Джетлі                       |      | від 2017                     |